# Helmut Wurzer
Helmut Wurzer es un deportista alemán que compitió para la RFA en bobsleigh en las modalidades doble y cuádruple. Ganó dos medallas en el Campeonato Europeo de Bobsleigh, bronce en 1966 y plata en 1972.

## Palmarés internacional
| Campeonato Europeo | Campeonato Europeo           | Campeonato Europeo | Campeonato Europeo |
| Año                | Lugar                        | Medalla            | Prueba             |
| ------------------ | ---------------------------- | ------------------ | ------------------ |
| 1966               | Garmisch-Partenkirchen (RFA) | Medalla de bronce  | Doble              |
| 1972               | Sankt Moritz (Suiza)         | Medalla de plata   | Cuádruple          |